# NGC 5957
NGC 5957 (другие обозначения — UGC 9915, MCG 2-40-4, ZWG 78.18, NPM1G +12.0436, IRAS15330+1212, PGC 55520) — спиральная галактика с перемычкой (SBb) в созвездии Змея.
Этот объект входит в число перечисленных в оригинальной редакции «Нового общего каталога».